# Борисов, Сергей Дмитриевич
Сергей Дмитриевич Борисов (род. 18 октября 1985, Москва) — российский хоккеист, вратарь. Воспитанник хоккейной школы «Русь». Главный тренер вратарской школы SB Goalie School.

## Карьера
Сергей Борисов начал свою профессиональную карьеру в 2003 году в ЦСКА. В 2006 году переехал в Белоруссию, где подписал контракт с клубом «Химик-СКА», а уже в следующем году перешёл в минское «Динамо», с которым стал бронзовым призёром чемпионата Белоруссии, а также был признан лучшим вратарём турнира. В 2008 году дебютировал в КХЛ в составе хабаровского «Амура», в составе которого провёл 56 матчей с коэффициентом надёжности 2?74.
Перед началом сезона 2010/11 Борисов подписал контракт с череповецой «Северсталью». Однако, проведя в составе череповчан лишь одну игру, 24 ноября 2010 года перешёл в клуб ВХЛ «Рубин». В составе нового клуба за оставшуюся часть сезона Борисов провёл 13 матчей с коэффициентом 2.38.
21 октября 2011 года заключил соглашение с ангарским «Ермаком», в составе которого он провёл 11 матчей с коэффициентом 2.36, после чего покинул клуб и подписал контракт с московским «Спартаком». За оставшуюся часть сезона Борисов сумел стать основным голкипером столичного клуба, после чего руководство москвичей приняло решение продлить соглашение с игроком ещё на два года. В следующем сезонепровел 31 матч, в которых пропустил 74 шайбы, а команда одержала лишь 7 побед. В результате 29 апреля Борисов перешёл в мытищинский «Атлант».
15 мая 2014 года вернулся в «Амур», подписав годичный контракт.
После долгого перерыва и работы комментатором подписал профессиональный контракт с ангарским «Ермаком» из ВХЛ.

## Достижения
- Бронзовый призёр чемпионата Белоруссии (2008).
- Лучший вратарь чемпионата Белоруссии (2008).
- Чемпион ВХЛ в составе «Рубина» (2011).

## Статистика выступлений
Последнее обновление: 19 марта 2018 года
|                 |                 |                 | Регулярный сезон | Регулярный сезон | Регулярный сезон | Регулярный сезон | Регулярный сезон | Плей-офф | Плей-офф | Плей-офф | Плей-офф | Плей-офф |
| Сезон           | Команда         | Лига            | Игр              | М                | ПШ               | «0»              | КН               | Игр      | М        | ПШ       | «0»      | КН       |
| --------------- | --------------- | --------------- | ---------------- | ---------------- | ---------------- | ---------------- | ---------------- | -------- | -------- | -------- | -------- | -------- |
| 2003/04         | ЦСКА-2          | Первая лига     | 50               |                  |                  |                  |                  | —        | —        | —        | —        | —        |
| 2003/04         | ЦСКА            | Суперлига       | 2                | 47               | 4                |                  | 5.12             | —        | —        | —        | —        | —        |
| 2005/06         | ЦСКА-2          | Первая лига     | 21               |                  | 47               |                  |                  | —        | —        | —        | —        | —        |
| 2005/06         | ЦСКА            | Суперлига       | 1                | 20               | 1                | 0                | 3.00             | —        | —        | —        | —        | —        |
| 2006/07         | Химик-СКА       | Экстралига      | 47               |                  | 121              |                  |                  | —        | —        | —        | —        | —        |
| 2006/07         | Химик-СКА-2     | Высшая лига     | 1                |                  | 2                |                  |                  | —        | —        | —        | —        | —        |
| 2007/08         | Динамо Минск    | Экстралига      | 51               |                  | 97               |                  |                  | —        | —        | —        | —        | —        |
| 2008/09         | Амур            | КХЛ             | 34               | 1727             | 71               | 2                | 2.47             | —        | —        | —        | —        | —        |
| 2009/10         | Амур            | КХЛ             | 22               | 967              | 52               | 0                | 3.23             | —        | —        | —        | —        | —        |
| 2010/11         | Северсталь      | КХЛ             | 1                | 60               | 2                | 0                | 2.00             | —        | —        | —        | —        | —        |
| 2010/11         | Рубин           | ВХЛ             | 13               | 706              | 28               | 2                | 2.38             | —        | —        | —        | —        | —        |
| 2011/12         | Ермак           | ВХЛ             | 11               | 610              | 24               | 2                | 2.36             | —        | —        | —        | —        | —        |
| 2011/12         | Спартак         | КХЛ             | 16               | 897              | 32               | 0                | 2.14             | —        | —        | —        | —        | —        |
| 2012/13         | Спартак         | КХЛ             | 31               | 1712             | 74               | 2                | 2.59             | —        | —        | —        | —        | —        |
| 2013/14         | Атлант          | КХЛ             | 16               | 886              | 38               | 0                | 2.57             | —        | —        | —        | —        | —        |
| 2014/15         | Амур            | КХЛ             | 34               | 1869             | 119              | 0                | 3.82             | —        | —        | —        | —        | —        |
| 2017/18         | Ермак           | ВХЛ             | 32               | 1700             | 66               | 4                | 2.33             | 5        | 219      | 7        | 1        | 1.91     |
| Всего в КХЛ     | Всего в КХЛ     | Всего в КХЛ     | 154              | 8117             | 388              | 4                | 2.87             | —        | —        | —        | —        | —        |
| Всего в ВХЛ     | Всего в ВХЛ     | Всего в ВХЛ     | 56               | 3015             | 118              | 8                | 2.35             | 5        | 219      | 7        | 1        | 1.91     |
| Всего в карьере | Всего в карьере | Всего в карьере | 383              |                  |                  |                  |                  | 5        |          |          |          |          |